# Alfons el Benigne
Alfons el Benigne, anomenat també Alfons IV d'Aragó i Alfons III de Catalunya-Aragó (Nàpols, Regne de Nàpols, 1299 - Barcelona, Principat de Catalunya, 1336; en aragonès Alifonso, en occità Anfós, en llatí Alfonsus), fou sobirà de la Corona d'Aragó amb els títols principals de comte de Barcelona, rei d'Aragó, de València i de Sardenya i Còrsega (1327-1336). Començà a regnar a l'edat de 28 anys, regnà 9 anys i morí regnant a l'edat de 37 anys. Roman enterrat a la Seu Vella de Lleida.

## Llinatge
Fou el segon fill del rei Jaume II d'Aragó el Just i de la seva segona muller Blanca de Nàpols. Accedí a la línia successòria el 1319 quan el seu germà major i hereu de la Corona Jaume d'Aragó i d'Anjou renuncià a casar-se amb Elionor de Castella i Portugal i es feu monjo fugint el mateix dia del casament. Deu anys després seria ell mateix qui es casaria en segones núpcies amb Elionor.
|  |                                               |  |  |  |  |  |  |  |  |  |  |  |  |  |  |  |
|  | 16. Pere II d'Aragó (el Catòlic)              |  |  |  |  |  |  |  |  |  |  |  |  |  |  |  |
|  |                                               |  |  |  |  |  |  |  |  |  |  |  |  |  |  |  |
|  |                                               |  |  |  |  |  |  |  |  |  |  |  |  |  |  |  |
|  | 8. Jaume I d'Aragó (el Conqueridor)           |  |  |  |  |  |  |  |  |  |  |  |  |  |  |  |
|  |                                               |  |  |  |  |  |  |  |  |  |  |  |  |  |  |  |
|  |                                               |  |  |  |  |  |  |  |  |  |  |  |  |  |  |  |
|  | 17. Maria de Montpeller                       |  |  |  |  |  |  |  |  |  |  |  |  |  |  |  |
|  |                                               |  |  |  |  |  |  |  |  |  |  |  |  |  |  |  |
|  |                                               |  |  |  |  |  |  |  |  |  |  |  |  |  |  |  |
|  | 4. Pere III d'Aragó (el Gran)                 |  |  |  |  |  |  |  |  |  |  |  |  |  |  |  |
|  |                                               |  |  |  |  |  |  |  |  |  |  |  |  |  |  |  |
|  |                                               |  |  |  |  |  |  |  |  |  |  |  |  |  |  |  |
|  | 18. Andreu II d'Hongria                       |  |  |  |  |  |  |  |  |  |  |  |  |  |  |  |
|  |                                               |  |  |  |  |  |  |  |  |  |  |  |  |  |  |  |
|  |                                               |  |  |  |  |  |  |  |  |  |  |  |  |  |  |  |
|  | 9. Violant d'Hongria                          |  |  |  |  |  |  |  |  |  |  |  |  |  |  |  |
|  |                                               |  |  |  |  |  |  |  |  |  |  |  |  |  |  |  |
|  |                                               |  |  |  |  |  |  |  |  |  |  |  |  |  |  |  |
|  | 19. Violant de Courtenay                      |  |  |  |  |  |  |  |  |  |  |  |  |  |  |  |
|  |                                               |  |  |  |  |  |  |  |  |  |  |  |  |  |  |  |
|  |                                               |  |  |  |  |  |  |  |  |  |  |  |  |  |  |  |
|  | 2. Jaume II d'Aragó (el Just)                 |  |  |  |  |  |  |  |  |  |  |  |  |  |  |  |
|  |                                               |  |  |  |  |  |  |  |  |  |  |  |  |  |  |  |
|  |                                               |  |  |  |  |  |  |  |  |  |  |  |  |  |  |  |
|  | 20. Frederic II del Sacre Imperi              |  |  |  |  |  |  |  |  |  |  |  |  |  |  |  |
|  |                                               |  |  |  |  |  |  |  |  |  |  |  |  |  |  |  |
|  |                                               |  |  |  |  |  |  |  |  |  |  |  |  |  |  |  |
|  | 10. Manfred I de Sicília                      |  |  |  |  |  |  |  |  |  |  |  |  |  |  |  |
|  |                                               |  |  |  |  |  |  |  |  |  |  |  |  |  |  |  |
|  |                                               |  |  |  |  |  |  |  |  |  |  |  |  |  |  |  |
|  | 21. Bianca Lancia                             |  |  |  |  |  |  |  |  |  |  |  |  |  |  |  |
|  |                                               |  |  |  |  |  |  |  |  |  |  |  |  |  |  |  |
|  |                                               |  |  |  |  |  |  |  |  |  |  |  |  |  |  |  |
|  | 5. Constança de Sicília                       |  |  |  |  |  |  |  |  |  |  |  |  |  |  |  |
|  |                                               |  |  |  |  |  |  |  |  |  |  |  |  |  |  |  |
|  |                                               |  |  |  |  |  |  |  |  |  |  |  |  |  |  |  |
|  | 22. Amadeu IV de Savoia                       |  |  |  |  |  |  |  |  |  |  |  |  |  |  |  |
|  |                                               |  |  |  |  |  |  |  |  |  |  |  |  |  |  |  |
|  |                                               |  |  |  |  |  |  |  |  |  |  |  |  |  |  |  |
|  | 11. Beatriu de Savoia                         |  |  |  |  |  |  |  |  |  |  |  |  |  |  |  |
|  |                                               |  |  |  |  |  |  |  |  |  |  |  |  |  |  |  |
|  |                                               |  |  |  |  |  |  |  |  |  |  |  |  |  |  |  |
|  | 23. Anna de Borgonya                          |  |  |  |  |  |  |  |  |  |  |  |  |  |  |  |
|  |                                               |  |  |  |  |  |  |  |  |  |  |  |  |  |  |  |
|  |                                               |  |  |  |  |  |  |  |  |  |  |  |  |  |  |  |
|  | 1. Alfons III de Catalunya-Aragó (el Benigne) |  |  |  |  |  |  |  |  |  |  |  |  |  |  |  |
|  |                                               |  |  |  |  |  |  |  |  |  |  |  |  |  |  |  |
|  |                                               |  |  |  |  |  |  |  |  |  |  |  |  |  |  |  |
|  | 24. Lluís VIII de França                      |  |  |  |  |  |  |  |  |  |  |  |  |  |  |  |
|  |                                               |  |  |  |  |  |  |  |  |  |  |  |  |  |  |  |
|  |                                               |  |  |  |  |  |  |  |  |  |  |  |  |  |  |  |
|  | 12. Carles I d'Anjou                          |  |  |  |  |  |  |  |  |  |  |  |  |  |  |  |
|  |                                               |  |  |  |  |  |  |  |  |  |  |  |  |  |  |  |
|  |                                               |  |  |  |  |  |  |  |  |  |  |  |  |  |  |  |
|  | 25. Blanca de Castella                        |  |  |  |  |  |  |  |  |  |  |  |  |  |  |  |
|  |                                               |  |  |  |  |  |  |  |  |  |  |  |  |  |  |  |
|  |                                               |  |  |  |  |  |  |  |  |  |  |  |  |  |  |  |
|  | 6. Carles II d'Anjou                          |  |  |  |  |  |  |  |  |  |  |  |  |  |  |  |
|  |                                               |  |  |  |  |  |  |  |  |  |  |  |  |  |  |  |
|  |                                               |  |  |  |  |  |  |  |  |  |  |  |  |  |  |  |
|  | 26. Ramon Berenguer V de Provença             |  |  |  |  |  |  |  |  |  |  |  |  |  |  |  |
|  |                                               |  |  |  |  |  |  |  |  |  |  |  |  |  |  |  |
|  |                                               |  |  |  |  |  |  |  |  |  |  |  |  |  |  |  |
|  | 13. Beatriu I de Provença                     |  |  |  |  |  |  |  |  |  |  |  |  |  |  |  |
|  |                                               |  |  |  |  |  |  |  |  |  |  |  |  |  |  |  |
|  |                                               |  |  |  |  |  |  |  |  |  |  |  |  |  |  |  |
|  | 27. Beatriu de Savoia                         |  |  |  |  |  |  |  |  |  |  |  |  |  |  |  |
|  |                                               |  |  |  |  |  |  |  |  |  |  |  |  |  |  |  |
|  |                                               |  |  |  |  |  |  |  |  |  |  |  |  |  |  |  |
|  | 3. Blanca de Nàpols                           |  |  |  |  |  |  |  |  |  |  |  |  |  |  |  |
|  |                                               |  |  |  |  |  |  |  |  |  |  |  |  |  |  |  |
|  |                                               |  |  |  |  |  |  |  |  |  |  |  |  |  |  |  |
|  | 28. Béla IV d'Hongria                         |  |  |  |  |  |  |  |  |  |  |  |  |  |  |  |
|  |                                               |  |  |  |  |  |  |  |  |  |  |  |  |  |  |  |
|  |                                               |  |  |  |  |  |  |  |  |  |  |  |  |  |  |  |
|  | 14. Esteve V d'Hongria                        |  |  |  |  |  |  |  |  |  |  |  |  |  |  |  |
|  |                                               |  |  |  |  |  |  |  |  |  |  |  |  |  |  |  |
|  |                                               |  |  |  |  |  |  |  |  |  |  |  |  |  |  |  |
|  | 29. Maria Lascarina                           |  |  |  |  |  |  |  |  |  |  |  |  |  |  |  |
|  |                                               |  |  |  |  |  |  |  |  |  |  |  |  |  |  |  |
|  |                                               |  |  |  |  |  |  |  |  |  |  |  |  |  |  |  |
|  | 7. Maria d'Hongria                            |  |  |  |  |  |  |  |  |  |  |  |  |  |  |  |
|  |                                               |  |  |  |  |  |  |  |  |  |  |  |  |  |  |  |
|  |                                               |  |  |  |  |  |  |  |  |  |  |  |  |  |  |  |
|  | 30. ?                                         |  |  |  |  |  |  |  |  |  |  |  |  |  |  |  |
|  |                                               |  |  |  |  |  |  |  |  |  |  |  |  |  |  |  |
|  |                                               |  |  |  |  |  |  |  |  |  |  |  |  |  |  |  |
|  | 15. Elisabet la cumana                        |  |  |  |  |  |  |  |  |  |  |  |  |  |  |  |
|  |                                               |  |  |  |  |  |  |  |  |  |  |  |  |  |  |  |
|  |                                               |  |  |  |  |  |  |  |  |  |  |  |  |  |  |  |
|  | 31. ?                                         |  |  |  |  |  |  |  |  |  |  |  |  |  |  |  |
|  |                                               |  |  |  |  |  |  |  |  |  |  |  |  |  |  |  |
|  |                                               |  |  |  |  |  |  |  |  |  |  |  |  |  |  |  |

## Matrimoni i descendents
- 1. ∞ Teresa d'Entença; 1314, 10 de setembre, Catedral de Lleida
  - l'infant Alfons d'Aragó i d'Entença (1315-1317)
  - la infanta Constança d'Aragó i d'Entença (1318-1346), casada el 1325 amb el rei Jaume III de Mallorca
  - l'infant Pere d'Aragó i d'Entença (1319-1387), Rei d'Aragó i Comte de Barcelona
  - l'infant Jaume d'Aragó i d'Entença (1320-1347), Comte d'Urgell
  - l'infant Frederic d'Aragó i d'Entença (1325-?), mort molt jove.
  - la infanta Elisabet d'Aragó i d'Entença (1323-1327)
  - l'infant Sanç d'Aragó i d'Entença (1326-1327)

- 2. ∞ Elionor de Castella i de Portugal; 1329, 5 de febrer, Catedral de Tarragona
  - l'infant Ferran d'Aragó i de Castella (1329-1363), casat el 1354 amb Maria de Portugal, filla de Pere I de Portugal
  - l'infant Joan d'Aragó i de Castella (v1330-1358), casat amb Isabel Núñez de Lara i assassinat per ordre del seu cosí Pere I de Castella

Les importants concessions que Alfons feu a l'infant Ferran d'Aragó i de Castella, sobretot a València, va provocar un conflicte polític molt important que acabaria desembocant en la guerra que el seu primogènit tindria amb Castella: la Guerra dels Dos Peres.

## Comte d'Urgell

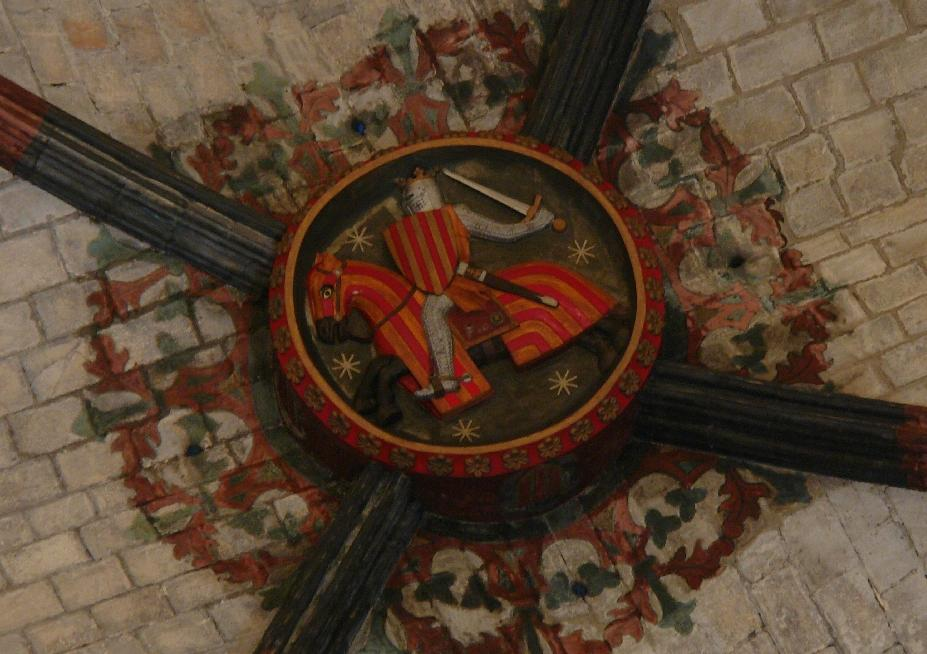
Alfons el Benigne representat en una de les claus de volta de l'església de Santa Maria del Mar (Barcelona)

Es casà el 1314 amb Teresa d'Entença, hereva del comtat d'Urgell, d'aquesta manera aquest comtat passà al formar part del patrimoni directe dels sobirans del Principat de Catalunya.

## Hereu i ascensió a la corona
Durant el regnat del seu pare, i ja com a procurador general de la Corona i hereu, estigué al capdavant de l'expedició catalana que es feu amb la conquesta aragonesa de Sardenya entre 1323 i 1324.
El 1329 maridà amb Elionor de Castella, filla de Ferran IV de Castella. Amb aquesta unió s'arreglà el lleig desaire sofert per Elionor el 1319 al prometre's en matrimoni amb l'infant Jaume d'Aragó i d'Anjou, fill primogènit del rei i successor teòric de Jaume II d'Aragó.

## El curt regnat d'Alfons
Els genovesos no acceptaren la pau amb la República de Pisa que cedia l'illa de Còrsega a la Corona d'Aragó i en 1330 esclatà la guerra entre la Corona d'Aragó i Gènova, en la qual Guillem de Cervelló i de Banyeres comandà una armada que va atacar en 1331 Mònaco i Menton, i va assetjar Savona i la pròpia Gènova, per retirar-se després a Sardenya. La guerra acabà en 19 de setembre de 1336, després d'haver-se establert una treva uns mesos abans amb la intervenció del Papa Benet XII. La guerra va permetre guanyar la ciutat rebel de Sàsser, clau per al domini del nord de l'illa de Sardenya i les rutes marítimes.
Del seu pare va heretar també el projecte de conquerir al-Mariyya, i per això va posar en marxa una croada per conquerir-la, la qual va fracassar i va acabar atacant l'Emirat de Gharnata en ràtzies el 1330 i el 1333
Durant el seu regnat va tenir lloc "lo mal any primer", el 1333, que va passar a simbolitzar l'inici de la crisi baix Medieval, la qual encara s'agreujaria més amb la futura arribada de la pesta negra.
A més a més també fou llavors quan es van incorporar a la Corona el ducat d'Atenes i el Ducat de Neopàtria.

## Títols i successors

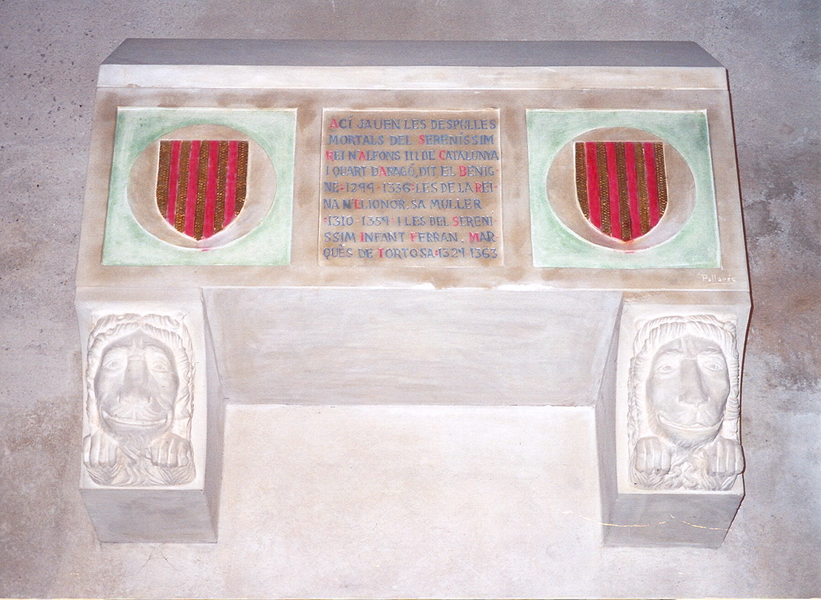
Sepulcre d'Alfons el Benigne (Catedral Vella de Lleida)

El 1336 el succeí Pere el Cerimoniós, el segon fill amb la seva primera muller Teresa d'Entença, perquè el primogènit Alfons havia mort quan tenia un any.
- A 15 de febrer del 1325: Sig+num infantis Alfonsi, illustrissimi domini regis Aragonum primogeniti, eiusque generalis procuratores ac comitis Urgelli[7]
- A 2 de maig del 1328: Sig+num Alfonsi Dei gratia regis Aragonum, Valentie, Sardinie et Corsice, ac comitis Barchinone[2]
- A 21 de desembre del 1334: Alfonsus Dei gratia rex Aragonum, Valencie, Sardinie et Corsice ac comes Barchinone[8]

| Alfons el Benigne (Senyal Reial) (Armes del regne d'Aragó) Casa d'Aragó del llinatge del comte de Barcelona Naixement: Nàpols 1299 Mort: Barcelona 1336 | |                                                 |
| Títols | |                                                 |
| Precedit per: Jaume II "el Just" (pare) | Rei d'Aragó (Llista de reis d'Aragó) Rei d'Aragó, Comte de Sobrarb (1327–1336)                                                                                           | Succeït per: Pere III "el Cerimoniós" (fill)    |
| Precedit per: Jaume II "el Just" (pare) | Rei de València (Llista de reis de València) (1327–1336) | Succeït per: Pere III "el Cerimoniós" (fill)    |
| Precedit per: Jaume II "el Just" (pare) | Rei de Sardenya i Còrsega (Llista de reis de Sardenya) (1327–1336) | Succeït per: Pere III "el Cerimoniós" (fill)    |
| Precedit per: Jaume II "el Just" (pare) | Comte de Barcelona (Llista de comtes de Barcelona) - Principatus - Comtat de Barcelona, Comtat de Girona, Comtat d'Osona, Comtat de Manresa, Comtat de Berga (1327–1336) | Succeït per: Pere III "el Cerimoniós" (fill)    |
| Precedit per: Teresa d'Entença (muller) | Comte d'Urgell (Llista de comtes d'Urgell) (1314–1328) | Succeït per: Apanatge a Jaume I d'Urgell (fill) |